# Jancsó Miklós (operatőr)
Ifj. Jancsó Miklós (Jancsó Nyika) (Budapest, 1952. június 22. –) Balázs Béla-díjas (1988) operatőr.

## Családja
- Szülei Jancsó Miklós filmrendező és Wowesznyi Katalin.
- Apai nagyapja Jancsó Sándor (1887–?), aki a székesfehérvári Hadiárva Intézet igazgatója volt.
- 1973-ban házasságot kötött Weiner Judittal. Két lányuk született: Anna (1974) és Veronika (1987).

## Életpályája
1958–1966 között a Pannónia utcai Általános Iskola diákja volt. 1966–1970 között a Madách Imre Gimnáziumban tanult. 1970–1972 között a Magyar Filmlaboratórium Vállalat fényképész laboránsa volt. 1975–1979 között a Színház- és Filmművészeti Főiskola film- és televízió rendező-operatőr szakán tanult. 1979–1990 között a Mafilm operatőre volt. 1992 óta szabadfoglalkozású.

## Filmjei

### Játékfilmek
- Plusz-minusz egy nap (1973)
- Idegen arcok (1974)
- Csontváry (1980)
- Kopaszkutya (1981)
- A Koncert (1981)
- Aranycsapat (1982)
- Kettévált mennyezet (1982)
- Cha-Cha-Cha (1982)
- Az idegen (1983)
- A pártfogó (1983)
- Elveszett illúziók (1983)
- Napló gyermekeimnek (1984)
- Délibábok országa (1984)
- Megfelelő ember kényes feladatra (1985)
- A búcsú (1985)
- A hajnal (1986)
- Napló szerelmeimnek (1987)
- Laurin (1989)
- Piroska és a farkas (1989)
- Where (1990)
- Napló apámnak, anyámnak (1990)
- Szerelmes szívek (1991)
- Az első száz év (1991)
- A fasírtkirály (1991)
- Haláltánc (1991)
- Lassítás (1992)
- Amerika, London, Párizs (1992)
- Miénk a gyár (1993)
- Blue Box (1993)
- Halál sekély vízben (1994)
- A magzat (1994)
- Váratlan halál (1996)
- Zsoltár (1996)
- Képzelt béke (1996)
- A semmi építészete (1997)
- Kegyeleti ügyek (1998)
- Kisvilma - Az utolsó napló (2000)
- Chico (2001)
- A menedzser (2001)
- Vasárnapozás (2001)
- A láthatatlan ház (2001)
- Simó Sándor (2002)
- A temetetlen halott - Nagy Imre naplója (2004)
- Ede megevé ebédem (2006)
- Oda az igazság! (2010)
- Hideg fejjel (2010)
- Árnyékfilm (2011)

### TV-filmek
- Tanmesék a szexről (1989)
- Illúzió piros ernyővel (1990)
- Ítéletlenül (1991)
- Helycsere (1994)
- Lúdas Matyi (1994)
- A kövek üzenete - Budapest, Hegyalja (1993-1994)
- Az igazi Mao (1995)
- Temetetlen holtak (1996)
- Ezredév I-III. (1996)
- Íme hát… (1996)
- Harctéri harsonák (1998)
- Koldus és királyfi (2000)
- Karácsonyi ének - A musical (2004)
- Ritter napja (2005)
- Egy éj Bécsben (2005)
- A tangó éjszakája (2006)
- Hétköznapi istenségek (2007)
- A szürrealizmus esperese (2009)
- Ármány és szerelem Anno 1951 (2011)
- Ítélet és kegyelem (2021)

### Színészként
- A Pál utcai fiúk (1969)
- Fagyöngyök (1978)